# Вулиця Хрещатик (Черкаси)
Вулиця Хреща́тик — вулиця в Черкасах, яка проходить в центрі міста паралельно головній вулиці — бульвару Шевченка.

## Розташування
Починається від вулиці Героїв Чорнобиля на півночі. Простягається на південний схід на 2,9 км до вулиці Небесної Сотні. Хрещатик перетинається багатьма вулицями під прямим кутом. Перед кінцем перетинає вулицю Смілянську. В центральній частині по вулиці розташована площа Слави.

## Опис
Вулиця неширока, від 1 до 2 смуг руху в кожен бік. Вулицею не проходять маршрути міського транспорту.

## Походження назви
Уперше вулиця згадується у 1879 році. Тоді вона називалась Дахнівською. У 1893 році її перейменовано на Дубасівську на честь одного з градоначальників — Дубасова. У 1908 році її було поділено на Дахнівську (до вулиці Парадної, нині Остафія Дашковича) та Дубасівську. У дореволюційний час її центральна частина була головною діловою артерією міста, тому за аналогією з київським Хрещатиком отримала неформальну назву — Хрещатик, котра навіть використовувалася у письмових джерелах. У 1916—1919 роках Дахнівська називалась Миколаївською через розташування на ній Свято-Миколаївського собору. 1919 року вулиці були знову об'єднані і названо вулицею Урицького. У період німецької окупації у 1941—1943 роках називалась Українською. Сучасну назву отримано у 1992 року як повернення давньої народної назви.

## Будівлі
По вулиці розташовані Кінопалац «Салют», ТСОУ, Свято-Троїцький собор, Блакитний палац, музей «Кобзаря», Черкаська медична академія, Обласна податкова адміністрація, Черкаське відділення НБУ, Черкаська обласна філармонія, Черкаський художній музей, старий корпус спеціалізованої школи № 17 та багато інших установ. Позад будівлі обласної держадміністрації у сквері збудовано фонтан, який вночі світиться та з нього лунає музика.
На перетині вулиці Хрещатик та вулиці Святотроїцької розташовано пам'ятник Борцям за волю України, біля обласної філармонії розташовано скульптурну композицію «Висока нота».

### За номерами
| Номер  | Зображення | Опис                                                                                                 |
| ------ | ---------- | --- |
| 170    |            | Кінотеатр «Салют»                                                                                    |
| 180    |            | Житловий будинок № 180                                                                               |
| 187    |            | Комплекс Школьникова (Лівий другий корпус)                                                           |
| 188    |            | Житловий будинок № 188                                                                               |
| 189    |            | Комплекс Школьникова (Середній перший корпус)                                                        |
| 191    |            | Комплекс Школьникова (Правий третій корпус)                                                          |
| 196    |            | Черкаська обласна філармонія                                                                         |
| 200    |            | Будинок архітекторів (на фото) Черкаська центральна міська бібліотека імені Лесі Українки            |
| 205    |            | Житловий будинок № 205                                                                               |
| 213    |            | Житловий будинок № 213                                                                               |
| 214    |            | Єврейська гімназія Городецького, де нині розташовується Черкаська художня школа імені Данила Нарбута |
| 215    |            | Черкаська медична академія                                                                           |
| 217    |            | Будинок Цибульських, де нині розташовується Музей «Кобзаря» Т. Г. Шевченка                           |
| 218    |            | Черкаська спеціалізована школа № 17                                                                  |
| 219    |            | Будинок Белахова, де раніше розташовувався перший кінотеатр міста                                    |
| 225    |            | Будинок Тиверовських                                                                                 |
| 229/20 |            | Блакитний палац — Укрсоцбанк (колишній готель Скорини «Слов'янський»)                                |
| 251    |            | Колишній громадський банк, нині — редакція газети «Черкаський край»                                  |
| 259    |            | Черкаський художній музей                                                                            |

## Галерея

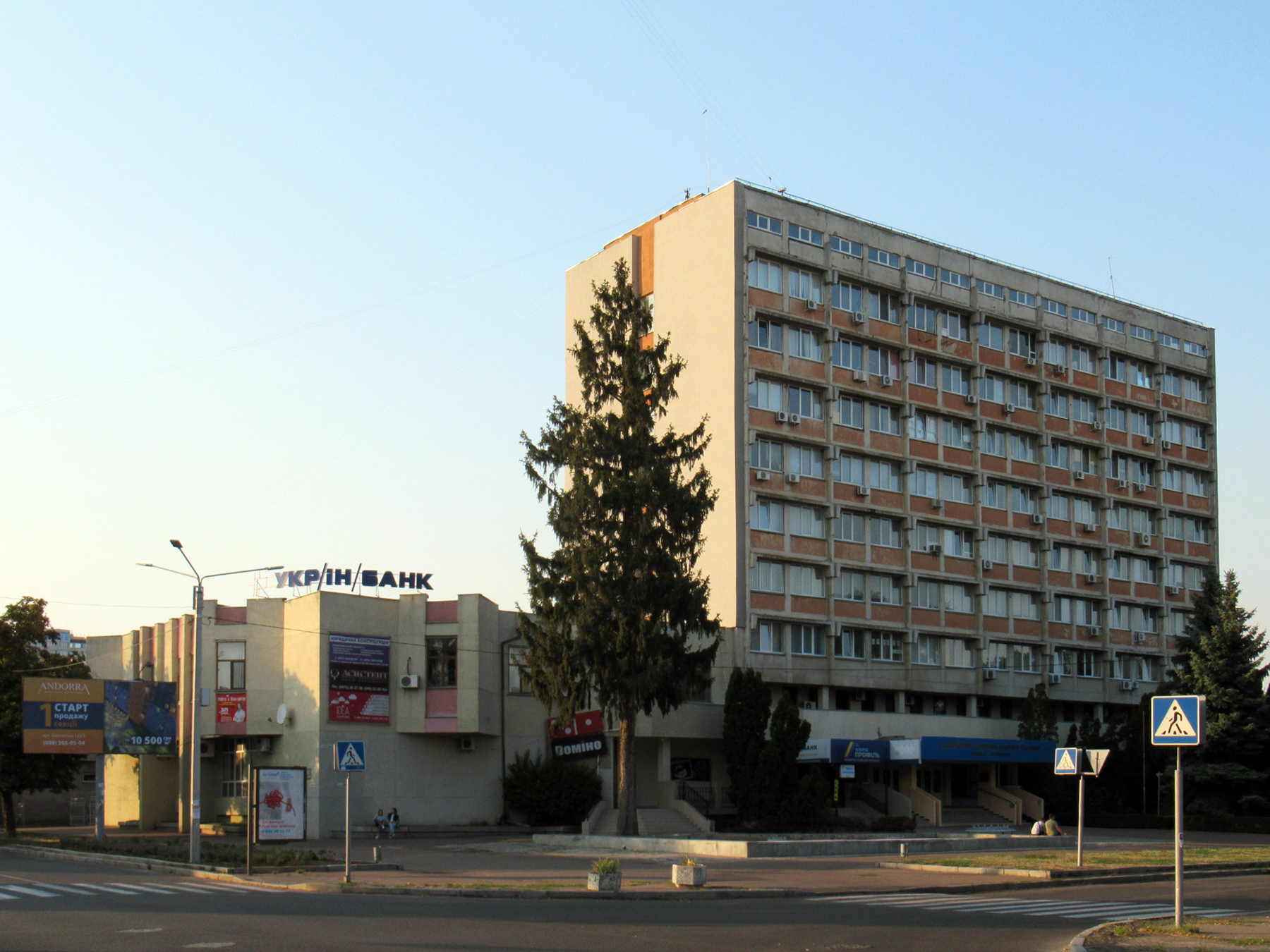
№ 195 – Черкаська обласна організація ТСОУ
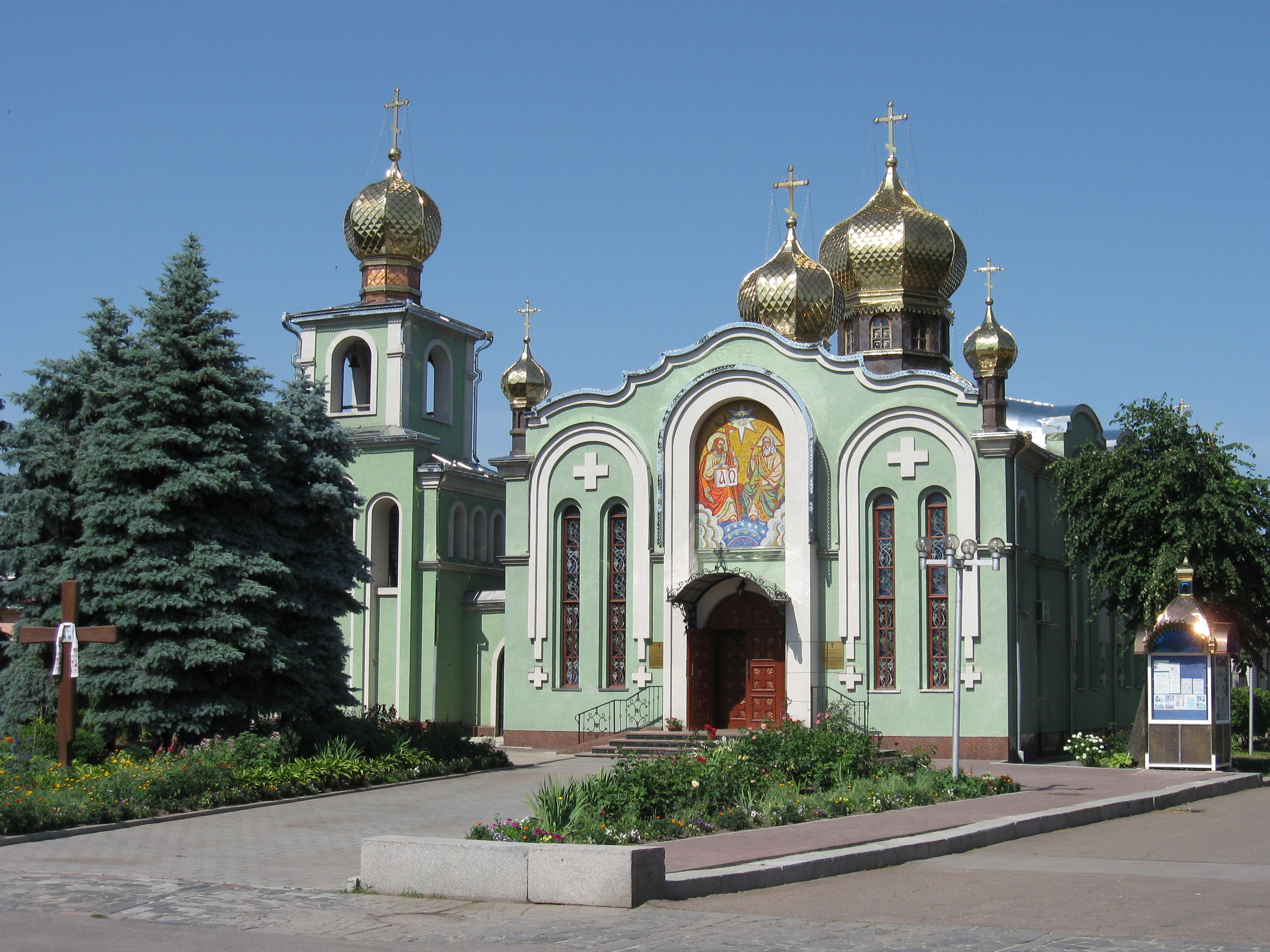
Свято-Троїцький кафедральний собор
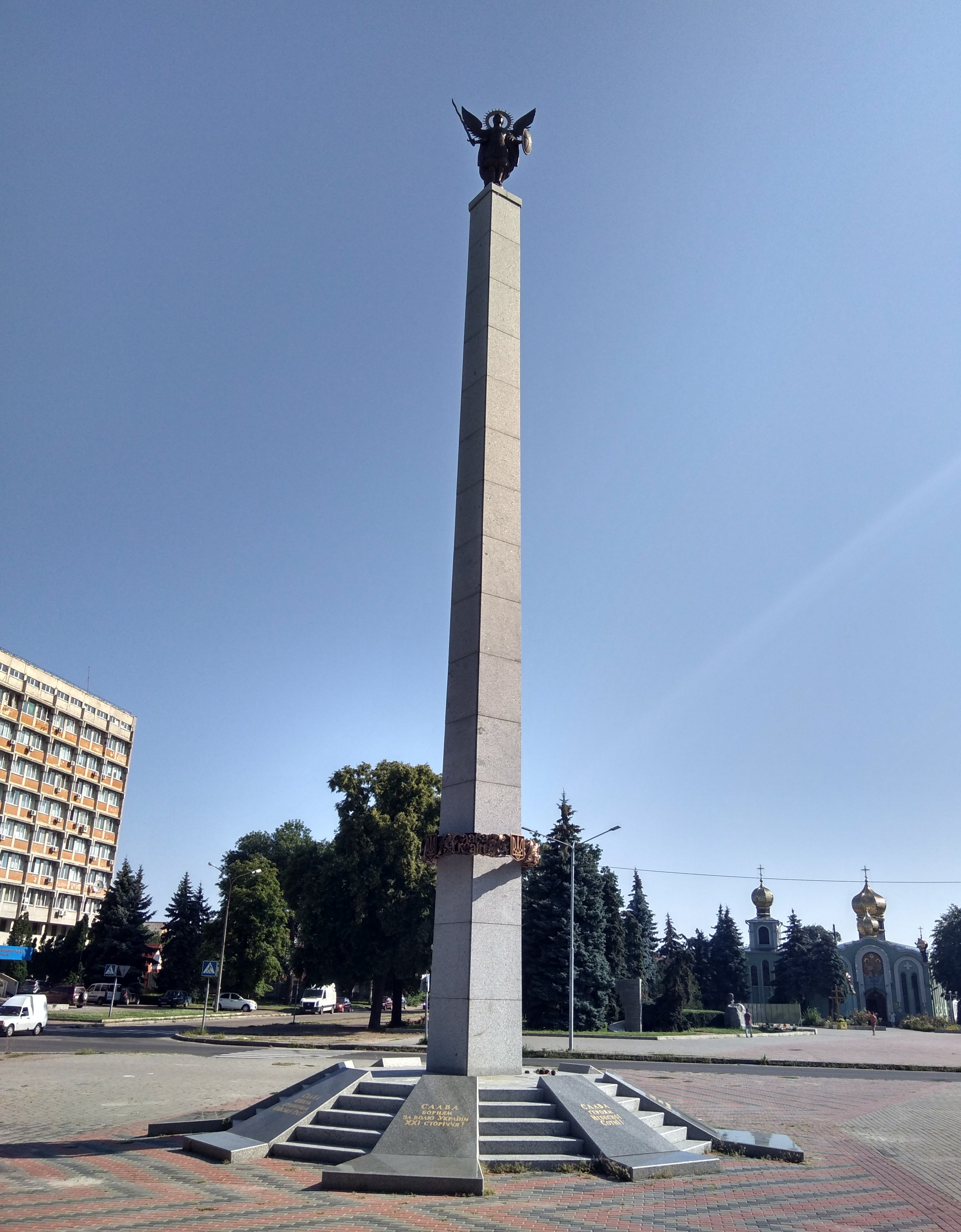
Пам'ятник Борцям за волю України
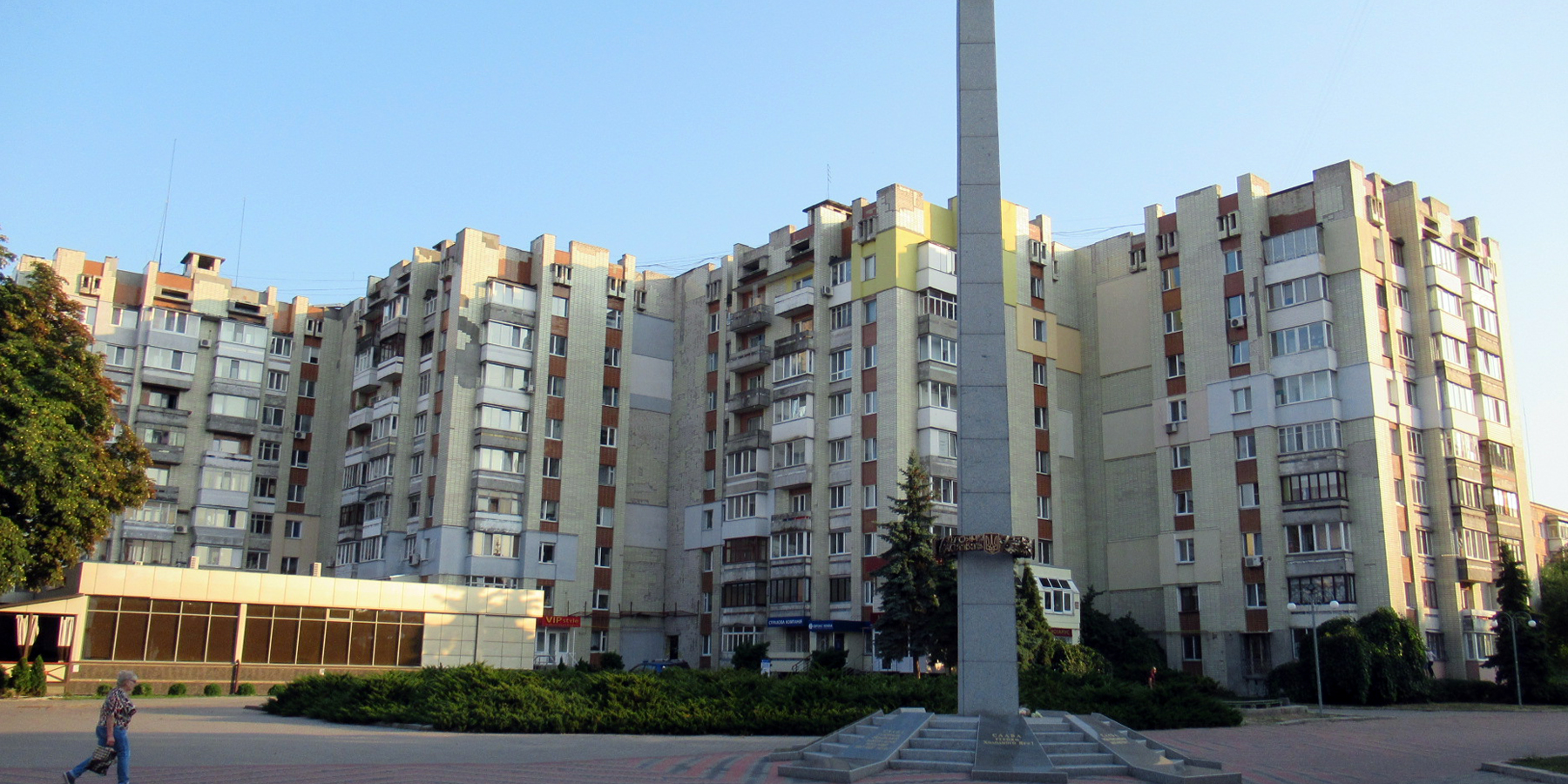
№ 180
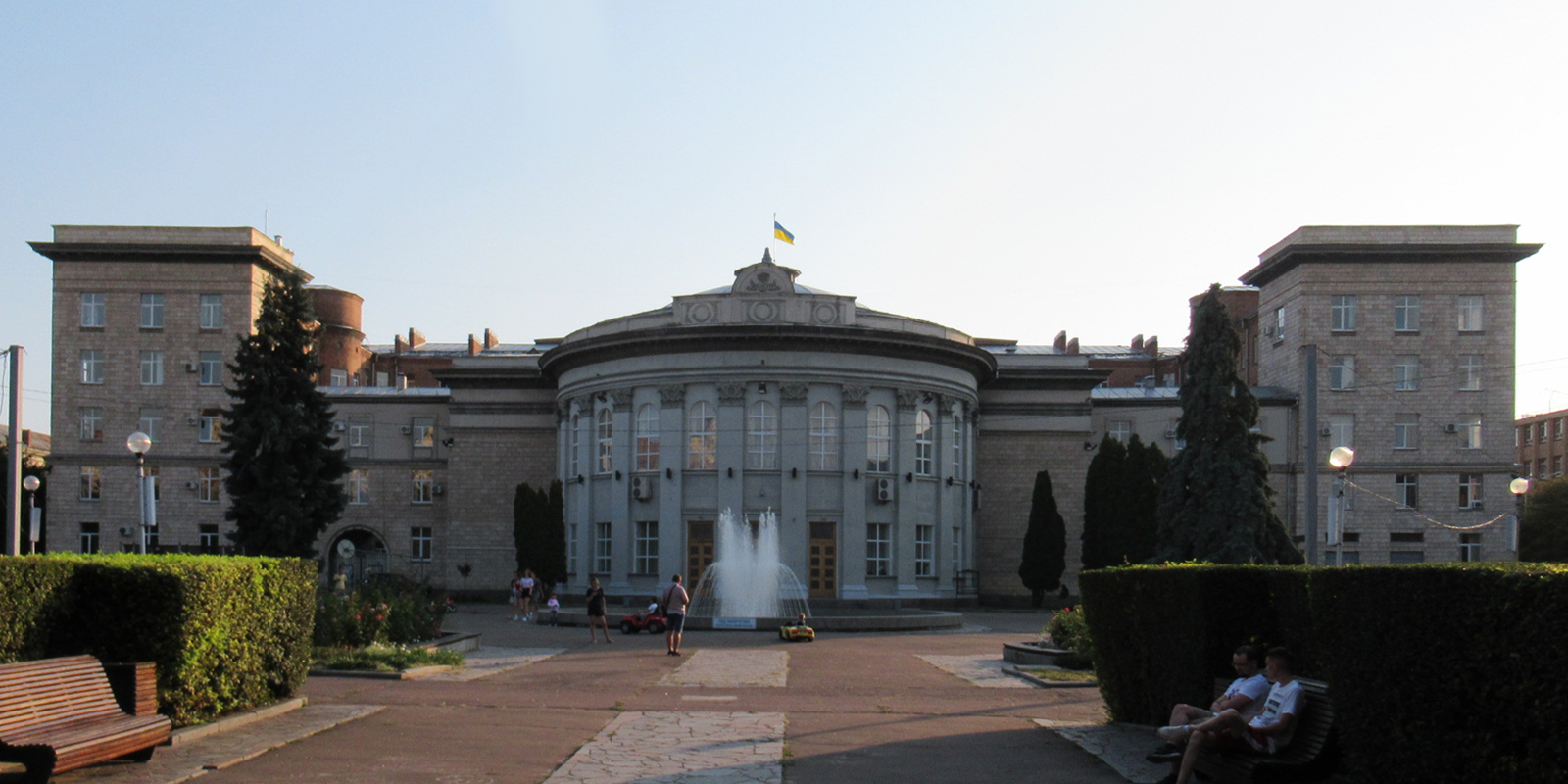
Черкаська обладміністрація, вид з Хрещатику
Обласна податкова адміністрація
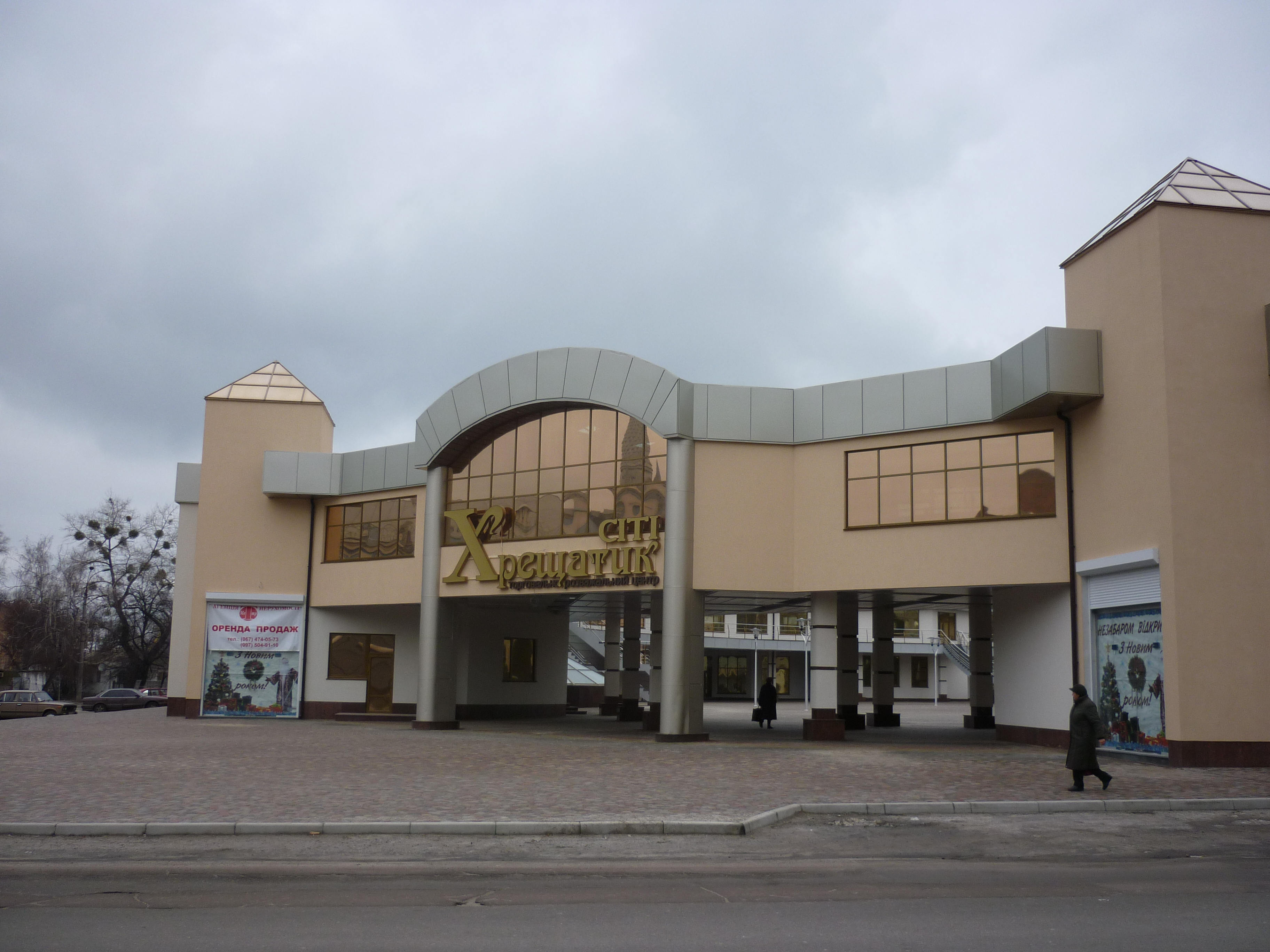
ТРЦ «Хрещатик-Сіті»
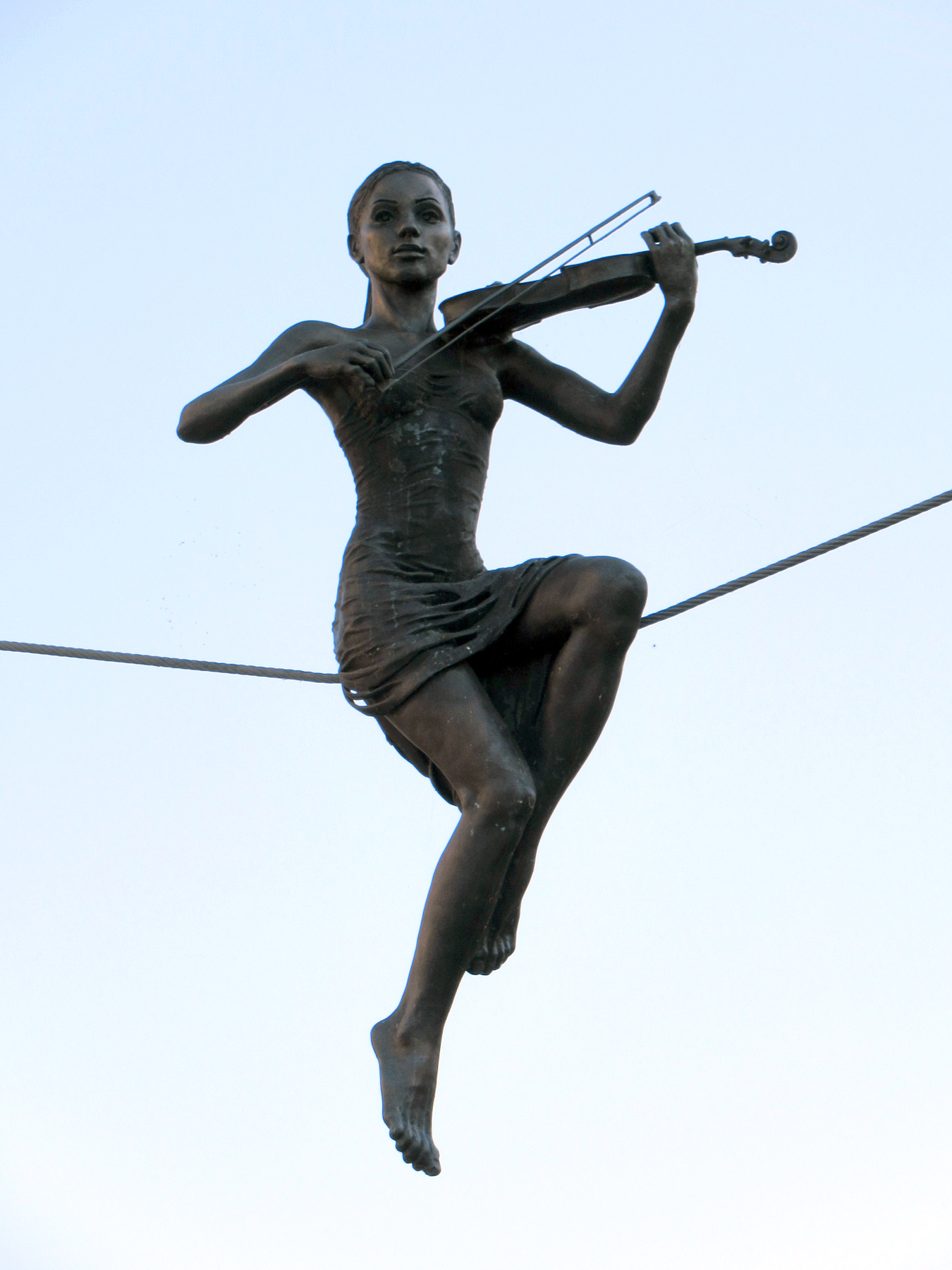
скульптура «Висока нота» біля обласної філармонії
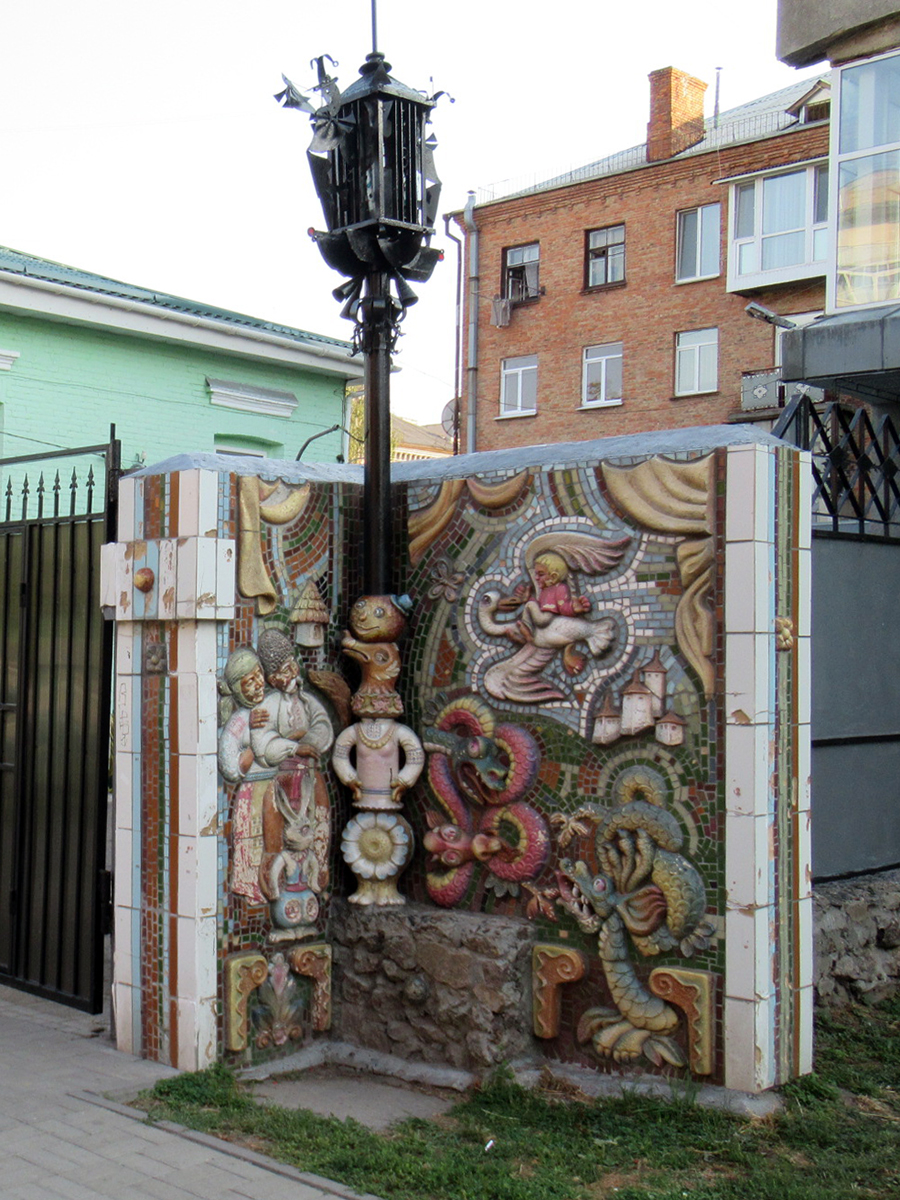
паркан театру ляльок
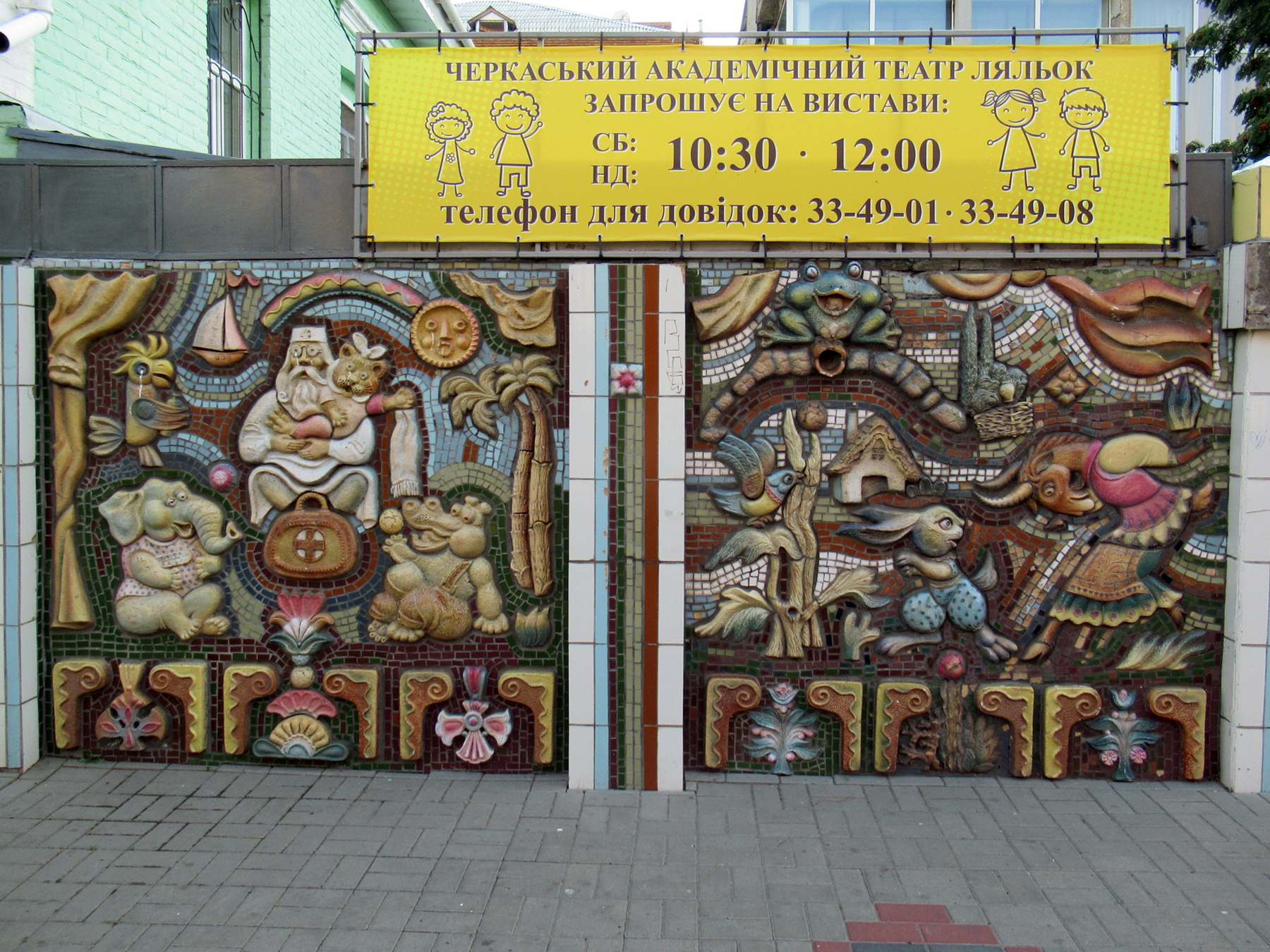
паркан театру ляльок